# 9813 Rozgaj
A 9813 Rozgaj (ideiglenes jelöléssel 1998 TP5) a Naprendszer kisbolygóövében található aszteroida. Korado Korlević fedezte fel 1998. október 13-án.